# Sophie Binet

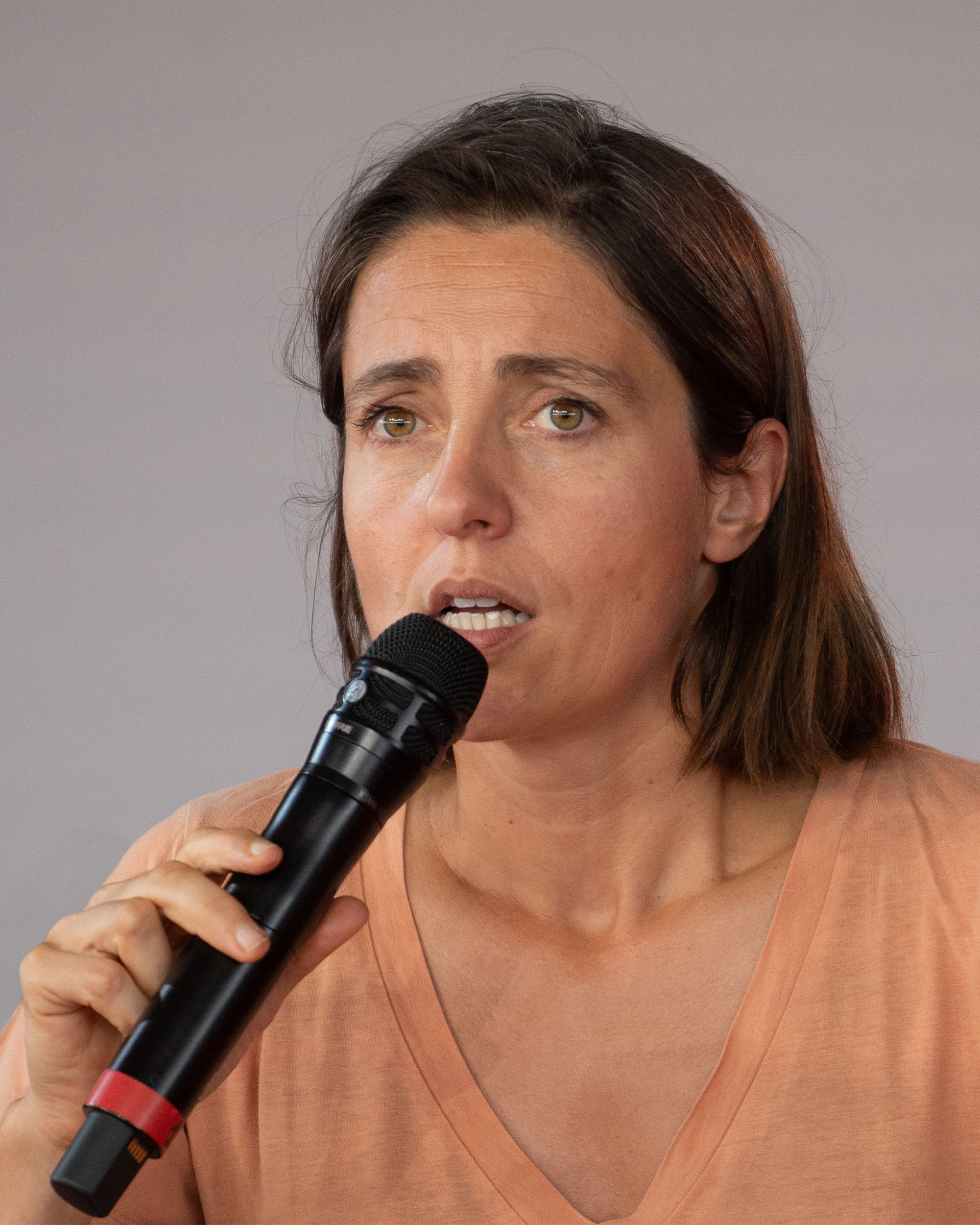
Sophie Binet (2023)

Sophie Binet (geboren am 5. Januar 1982) ist eine französische Gewerkschafterin. Sie ist seit dem 31. März 2023 die Generalsekretärin des Gewerkschaftsbundes Confédération générale du travail (CGT).
2006 beteiligte sie sich an der Bewegung gegen das Gesetz über den Vertrag bei Ersteinstellung. Sie führte die Studentenvereinigung UNEF an. 2016 startete sie während der sozialen Bewegung gegen das neue Arbeitsgesetz eine Petition, für die innerhalb von zwei Wochen mehr als eine Million Unterschriften gesammelt wurden.
Nachdem sie sechs Jahre lang an einem beruflichen Gymnasium gearbeitet hatte, war sie ab 2013 ständige Vertreterin des Gewerkschaftsbundes Confédération générale du travail (CGT). Da sie sich um eine „Zusammenführung der zu zahlreichen und gespaltenen Gewerkschaftsorganisationen“ in den Berufsgruppen der Angestellten bemühte, wurde sie 2018 zur Generalsekretärin der Union générale des ingénieurs, cadres et techniciens CGT gewählt. Im Jahr 2023, mitten in der sozialen Bewegung gegen die geplante Rentenreform, wurde sie als erste Frau zur Generalsekretärin der CGT gewählt.

## Leben und Wirken

### Studium, berufliche Laufbahn
Binet studierte Philosophie an der Universität Nantes.
Sie arbeitete von 2008 bis 2009 in nördlichen Vierteln von Marseille als Beraterin an Berufsbildenden Schulen, dann in Le Blanc-Mesnil im Departement Seine-Saint-Denis von 2009 bis 2013 mit dem Ziel, den „sozialen Fahrstuhl“ in den Arbeitervierteln wieder in Gang zu bringen, wobei sie die französische Gesellschaft als „zu abgegrenzt, zu sklerotisch“ beurteilte.

### Gewerkschaftsarbeit

#### UNEF
Im Alter von 15 Jahren gehörte sie der Christlichen Arbeiterjugend an. Als Studentin engagierte sie sich in der UNEF in Nantes, bevor sie in den 2000er Jahren Mitglied des nationalen Vorstands wurde und insbesondere an der Bewegung gegen den Erstanstellungsvertrag 2006 teilnahm.
Im Jahr 2002 wurde sie als Studentenvertreterin in den Rat für Studium und Universitätsleben der Universität Nantes gewählt. 2003 wurde sie Vorsitzende von UNEF-Nantes. Anschließend wurde sie zur nationalen Vizepräsidentin der UNEF und für mehrere Mandate in den Nationalen Rat für Hochschulbildung und Forschung gewählt.

#### CGT

##### Union générale des ingénieurs, cadres et techniciens CGT
Innerhalb der Gewerkschaft der Ingenieure, Führungskräfte und Techniker CGT wurde sie 2014 zur stellvertretenden Generalsekretärin gewählt. Im März 2018 wurde sie zur Co-Generalsekretärin ernannt und schließlich wurde sie im November 2021 die einzige Generalsekretärin. In dieser Position beweist sie laut der Fachzeitschrift L'Usine nouvelle „gute Kenntnisse der Industrie“.
Zusammen mit der UGICT-CGT, Verbänden und anderen Arbeitnehmergewerkschaften wie der CFDT ist sie 2018 an der Gründung des Hauses der Whistleblower beteiligt, unter besonderer Berücksichtigung der Pressefreiheit. Sie sitzt als Vertreterin der UGICT im Verwaltungsrat sowie im Vorstand, in dem sie zur Sekretärin ernannt wurde. Sie setzt sich insbesondere dafür ein, das im Februar 2022 verabschiedete Gesetz zum Schutz von Whistleblowern zu verbessern.

##### Tätigkeit für den Gewerkschaftsbund CGT
Bereits auf dem 50. Kongress wurde sie in den Vorstand der CGT gewählt.
Am Tag nach der Vorstellung des Arbeitsgesetzes startete sie die Petition „Arbeitsgesetz: Nein, danke!“, was zur sozialen Bewegung gegen das Gesetz beitrug. Die beiden anderen Initiatoren waren Caroline De Haas und Elliot Lepers, zu denen sich schnell etwa 20 Aktivisten aus Vereinen und Gewerkschaften gesellten. Laut den Wissenschaftlern Franck Bousquet, Nikos Smyrnaios und Emmanuel Marty, wurde für diese Petition innerhalb von zwei Wochen die Rekordzahl von mehr als einer Million Unterschriften gesammelt, das sei sehr bemerkenswert und gebe Aufschluss über die Logik der digitalen Mobilisierung. Es sei ein „politisches Ereignis“, das mit der „Funktionsweise der französischen Politik“ bricht. Um dies zu erreichen, vervielfachte sie ihre Kontakte zu Verbänden, anderen Gewerkschaften und sozialen Netzwerken. Insgesamt wurden für die Petition 1,35 Millionen Unterschriften gesammelt.
Während dieser Kampagne betonte sie in der Zeitung Le Parisien, dass die CGT sich „organisiert hat, um so nah wie möglich an den Arbeitnehmern zu sein, mit einer Funktionsweise, die von unten ausgeht“, mit dem Ziel, „sowohl Arbeiter als auch Führungskräfte und Techniker zusammenzubringen“. Zu ihren Prioritäten gehöre es, „prekär Beschäftigten und Scheinselbstständigen Rechte zuzuerkennen“, die „an ihre Person und nicht mehr an ihren Status oder ihren Arbeitsvertrag geknüpft sind“.
2018 wurde sie in der erweiterten Gewerkschaftsleitung zur Pilotin des collectif femme mixité, das für Fragen der Gleichstellung von Frauen und Männern zuständig ist.
In einem im November 2022 in der Presse veröffentlichten Beitrag prangerte sie die mangelnden Fortschritte bei der Bekämpfung sexistischer Gewalt in der Arbeitswelt an sowie die Verzögerung in den Institutionen bei der Aufbereitung der Probleme, fünf Jahre nach dem Beginn der #MeToo-Bewegung. Am 15. Februar organisierte sie eine Demonstration vor der Nationalversammlung, der UGICT-CGT und des Kollektivs #NousToutes, um die Lohnungleichheit zwischen Männern und Frauen anzuprangern, und moderierte einen Abend mit Erklärungen und Debatten über die Auswirkungen der Rentenreform auf Frauen.
Am 31. März 2023, auf dem 53. Kongress der CGT, löste sie Philippe Martinez als Vorsitzenden der CGT mit 82 % der Stimmen der 32 Verbände ab, nach der Ablehnung der Kandidaturen von Marie Buisson, der Kandidatin des bisherigen Teams. Sie schlug Céline Verzeletti, die ebenfalls gegen das bisherige Team antrat, und war die erste Frau, die dieses Amt seit der Gründung der Gewerkschaft im Jahr 1895 innehatte.
Ihre Wahl während der Bewegung gegen den Rentenentwurf Dussopts beendet die Fragen nach der Strategie der CGT: Sie kündigte an, dass „die vereinigten Gewerkschaften“ sich mit Premierministerin Elisabeth Borne treffen werden, um die Rücknahme des Projekts zu fordern. Marylise Léon, stellvertretende Generalsekretärin der CFDT, ist der Ansicht, dass es „eine Arbeit zur Klärung der Linie nach dem Kongress der CGT“ gibt, wo „mehrere Elemente interner Divergenzen“ auftauchten. Ihre Wahl „könnte die Spannungen“ zwischen den verschiedenen Komponenten der CGT „abbauen“ und „ihr erlauben, einen kollektiven Zusammenhalt wiederzufinden“, so eine Analyse des Spezialisten für diese Fragen, Michel Noblecourt, in Le Monde.
Am 6. April, bei ihrer ersten Veranstaltung als Generalsekretärin, unterstützte sie die Streikenden bei der Engie-Tochter Storengy in Gournay-sur-Aronde im Departement Oise, die seit 33 Tagen streikten, mit der Erklärung, dieser Streik sei von zentraler Bedeutung und betonte, dass 33 Streiktage, wenn man den Durchschnittslohn in Frankreich kennt, von den Arbeitnehmern schwer zu verkraften sind.

### Andere Aktivitäten
Binet ist Mitglied der Sozialistischen Partei und aktiv in den nördlichen Stadtteilen von Marseille im Département Bouches-du-Rhône. 2008 unterzeichnete sie auf dem Parteitag in Reims den Antrag Un monde d'avance, der von Benoît Hamon angeführt wurde. Anschließend unterstützte sie Martine Aubry gegen François Hollande bei der Vorwahl 2011. Auf dem Parteitag in Toulouse 2012, nach der Wahl von François Hollande zum Präsidenten der Republik, unterzeichnete sie den Mehrheitsantrag. Anschließend lehnte sie die Politik der sozialistischen Regierung unter Manuel Valls offen ab, insbesondere während der Debatte um das Arbeitsgesetz im Februar 2016.
Binet war 2022–2025 Mitglied des Hohen Rates für die Gleichstellung von Frauen und Männern.

### In den Medien
Während einer Demonstration gegen das Rentenreformgesetz am 6. April 2023 wurde Binet von einer Journalistin von CNews befragt. Sie verweigerte die Antwort, stellte klar, dass sie nicht an den CNews-Veranstaltungen teilnimmt und sich nur an „Medien, die Meinungsfreiheit und Pluralität garantieren“, wenden wird. CNews reagiert prompt. „Das ist unglaublich, das ist skandalös“, so die Moderatorin Sonia Mabrouk live, der Moderator Jean-Marc Morandini prangerte eine „schändliche Haltung“ von Sophie Binet an und der Moderator Pascal Praud sprach von „Sektierertum“, „Intoleranz“ und einer „totalitären“ Haltung.

### Privates
Binets Partner ist ein Angestellter der Handelsmarine; sie hat einen Sohn.

## Veröffentlichungen
- Binet war 2022–2023 Kolumnistin für die Wochenzeitung L’Humanité Magazine zu Fragen der Arbeitswelt[31] und zur Pressefreiheit.
- Sophie Binet, Maryse Dumas, Rachel Silvera: Féministe, la CGT ? : les femmes, leur travail et l'action syndicale. Éditions de l'Atelier, Ivry-sur-Seine 2019, ISBN 978-2-7082-4614-0 (französisch).